# Balmorhea (Texas)
Balmorhea è un comune degli Stati Uniti d'America, situato nello stato del Texas, nella contea di Reeves.